# Научно-истраживачки резерват Лојаник
Лојаник је ретко налазиште палеоботаничког карактера са фосилним остацима силификованог дрвета. Као локалитет импресивне геолошке појаве, Лојаник је заштићен пре више од четири деценије по основу закона о заштити природе, на предлог Републичког завода за заштиту природе.

## Географски положај
Лојаник се налази на северним падинама Столова у подибарског микрорегији, 8 км југозападно од Краљева, налази се на надморској висини од 200 метара. Окружен је огранцима шумовитих планина - Столови (1375 м), Троглав (1209 м) и Чемерно (1579 м). Северно од Лојаника су обронци Котленика и Гледићких планина, а између је Доњегружанска удолина. Од запада према истоку пружају се делови Старовлашких планина (Радочело, Чемерно, Троглав и део Јелице), а на истоку су огранци Копаоника (обронци Жељина, Студене и Равне планине, Столова и Гоча). Предеоне карактеристике заштишеног природног добра Лојаник употпуњује долина реке Ибра и Матарушка бања. У близини су Богутовачка и Врњачка бања.

## Физичко-географске карактеристике[1]
Брдо Лојаник, надомак Матарушке бање, представља јединствено налазиште палеоботаничког карактера на чијем простору су откривени фосилни остаци фрагмената силификованог - окамењеног дрвета.
Анатомским, минералошким и хемијским испитивањем утврђен је висок садржај SiO2 који је настао као последица терцијарне вулканске активности односно дејства врућих силицијумских извора на органску материју дрвета. Поред основних палеоботаничких вредности који су од изузетног значаја за изучавање терцијарне флоре у Србији, у непосредној близини локалитета налази се праисторијски рудник опала са индикативном продукцијом окресаног камена на коме се могу проучавати сви аспекти технокомплекса неолита и старијег гвозденог доба.
Лојаник као палеонтолошки локалитет представља и веома значајно археолошко налазиште, што овом природном добру да је јединственост у сродним појавама у Србији.

### Клима[2]
Према климатској рејонизацији, територија на којој се налази природно добро Лојаник одликује се климом која има најизразитије континенталне карактеристике. Средња годишња температура је 11,2 °C, са просечном амплитудом од 22,5 °C. Први јесењи мразеви почињу крајем октобра, а последњи пролећни крајем априла месеца.

### Геолошке карактеристике[3]
У геолошком смислу, шири простор Матарушке бање и Лојаника, као налазиште фосилне флоре и одломака неогених врста дрвећа, припада Краљевачкој депресији изграђеној од велике масе ултрабазичних магматита, већином харцбургитског типа. Формирање ове депресије везује се за улогу гравитационих раседа оријентасиних по паркетном систему. Млађе неогене седименте представљају конгломерате, пешчаре, глинце, лапорце, који се често смењују у слојевима, а местимично се јављају и кречњаци.

### Вегетационе карактеристике
Укупну вегетацијску специфичност заштићеног простора Лојаника, на којој се налазе остаци окамењене петрофициране шуме, представљају лишћарски храстови ксерофилне и ксеромезофилне заједнице и њихове фазе развоја у којима често има учешће и балкански китњак.

## Концепт заштите[1]
Концепт заштите се огледа у заштити, развоју, уређењу, унапређењу и управљању, а усклађен је са основним карактеристикама и створеним вредностима и врстом и категоријом природног добра. Полазећи од утврђених природних вредности споменика природе „Лојаник - окамењена шума“ концепт заштите се пре свега односи на очување свих природних вредности и што мање нарушавање амбијенталних вредности, али и створених вредности околине. 